# (5132) Maynard
(5132) Maynard est un astéroïde de la ceinture principale.

## Description
(5132) Maynard est un astéroïde de la ceinture principale. Il fut découvert le 22 juin 1990 à l'Observatoire Palomar par Henry E. Holt. Il présente une orbite caractérisée par un demi-grand axe de 2,68 UA, une excentricité de 0,11 et une inclinaison de 11,4° par rapport à l'écliptique.

## Compléments